# Weibliche Brust

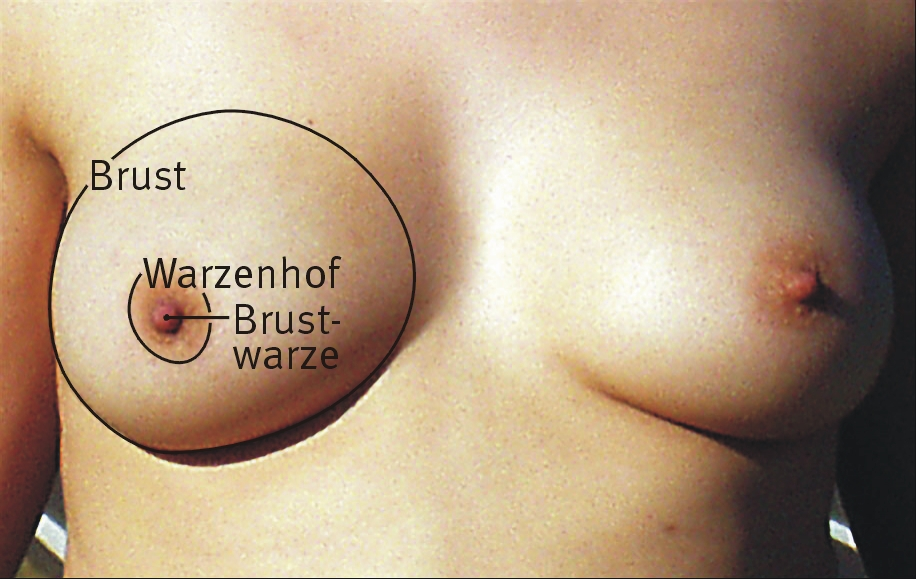
Weibliche Brüste

Die weibliche Brust (lateinisch Mamma feminina) zählt anatomisch zu den sekundären Geschlechtsmerkmalen und besteht aus Fett- und Bindegewebe sowie der Brustdrüse (Glandula mammaria). Diese kann bei stillenden Frauen durch Sekretion Muttermilch durch feine Ausführungsgänge abgeben, die auf der Brustwarze (Papilla mammae) münden. Die Brustdrüse entspricht der Milchdrüse der Säugetiere.
Die biologische Funktion ist zunächst das Stillen von Säuglingen mit Muttermilch. Da jedoch die meisten weiblichen Primaten im Verhältnis zu den jeweiligen männlichen Artgenossen wesentlich geringer ausgeprägte Brüste haben als Frauen, wird angenommen, dass die weiblichen Brüste beim Menschen zusätzlich ein speziell menschlicher Sexualdimorphismus sind und ihre Anziehungskraft auf potentielle Partner eine zweite Funktion ausmacht. Die Brüste – vor allem die Brustwarzen – gehören zu den spezifischen erogenen Zonen (teilweise auch bei Männern).
In der Medizin beschäftigt sich die Senologie (selten auch: Mastologie) mit der normalen Funktion (Physiologie) und mit den Erkrankungen (Pathologie) der weiblichen Brüste; eine der häufigsten schweren Erkrankungen der Brust ist der Brustkrebs.

## Etymologie
Nach Ludwig August Kraus hat die lateinische Bezeichnung Mamma ihren Ursprung im altgriechischen Ruf »μαμμα! μαμμη!« (mamma, mamme) von unmündigen Kindern nach ihrer Mutter. Im Altgriechischen ist μαστος (mastos) die Bezeichnung für die weibliche äußere Brust.
Das mittelhochdeutsche und althochdeutsche Wort brust ist verwandt mit mittelhochdeutsch briustern „aufschwellen“. Es gehört zu der indogermanischen Wurzelform bhreus- „schwellen, sprießen“ und bezeichnete ursprünglich die beiden weiblichen Brüste.
Das Wort Busen kommt aus dem Mittelhochdeutschen, das Maskulinum bus bedeutete schwellende Fülle. Althochdeutsche Ursprünge waren buosum, buosem, buosen, puosam und pussum.

## Bezeichnungen
Die Frau hat einen Brustkorb mit einer Brust und einem Busen. Jede einzelne Mamma wird als Milchdrüse oder ebenfalls als Brust bezeichnet. Das Wort Brust ist also zweideutig. Jede Milchdrüse besteht aus mehreren Brustdrüsen. Beim Wort Brust ist also zu unterscheiden, ob eine einzelne Mamma oder ob beide Mammae zusammen gemeint sind. Ebenso ist das Wort Busen zweideutig. Denn mitunter wird jede einzelne Mamma als ein Busen bezeichnet. So definiert ein Wörterbuch den Busen beim Menschen als eine einzelne „sich hervorwölbende Brust (der Frau), die auch milchproduzierendes Organ ist.“ Ein Wörterbuch für Schüler definiert dagegen den Busen als „Brust der Frau“ mit zwei Mammae.
Mitunter werden die einzelnen Brustdrüsen in einer Mamma sprachlich auch als eine einzige Brustdrüse zusammengefasst. Das Wort Brustdrüse ist also ebenfalls zweideutig. „Brustdrüse: Glandula mammaria, im weiteren Sinne auch Bezeichnung für Mamma beziehungsweise Corpus mammae.“
Außerdem wird (auch in lateinischen Wörterbüchern) nicht immer streng zwischen Brust und Brustwarze (Papilla mammae, Mamilla) unterschieden. Mammula, das lateinische Diminutiv von mamma, ist entweder eine kleine Milchbrust oder eine normale Brustwarze. So hat das altgriechische Wort thele die beiden Bedeutungen Mutterbrust und Brustwarze. Die Thelarche ist der Beginn der Brustentwicklung und nicht die Brustwarzenbildung. Die Erektion der Brustwarze wird dagegen als Thelerethismus oder Thelotismus bezeichnet. Und bei der Athelie fehlt nur die Brustwarze und nicht der Brustkörper wie bei der Amastie. Es ist also auch zwischen Brustanomalien und Brustwarzenanomalien zu differenzieren.
Die weibliche Brustpartie wird auch als Büste bezeichnet (siehe Büstenhalter, österreichisch Busenhalter). Im 19. Jahrhundert wurde aus dem französischen Wort buste die Bedeutung weibliche Brust entlehnt. Die Wahl dieses seltenen ursprünglich französischen Wortes für die Bildung eines Wortes für dieses Kleidungsstück hängt einerseits mit der Bevorzugung des Französischen in der Mode zusammen, andererseits sicher mit der Tabuisierung von Wörtern für die weibliche Brust. Ähnliches gilt für den Bustier als Mieder. Der Büstenhalter ersetzte seit Ende des 19. Jahrhunderts das enge Korsett und modernisierte damit die Frauenkleidung.

### Busen
Die beiden Brüste der Frau werden umgangssprachlich auch als ihr Busen (Singular) oder als ihre Busen (Plural) bezeichnet. Das ist anatomisch nicht korrekt. Die Bucht oder Rinne zwischen den beiden Brüsten einer Frau heißt in der Fachsprache Sulcus intermammarius (sulcus = Furche, Rinne), deutsch „Busen“. Dies war eine Übersetzung des früheren Namens Sinus mammarium (lateinisch sinus „Kurve, Falte, Tasche, Bucht“). Die Frau hat zwei Brüste, aber dazwischen nur einen Busen. Der Busen ist die Einbuchtung zwischen der rechten und der linken weiblichen Brust. Vor allem in der Dichtersprache ist der Busen der Sitz der Empfindung und des Gefühls. Der Busen ist die Vertiefung zwischen den weiblichen Brüsten, aber auch die allgemeine Bezeichnung für die weibliche Brust mit beiden Mammae. „Die Vertiefung zwischen beiden Wölbungen wird als Busen (Sinus) bezeichnet.“
Dichterisch und veraltet ist mit Busen auch die männliche Brust gemeint. Analog zum weiblichen Busen versteht man unter einer Busung in der Architektur eine nach oben gerichtete sphärische Ausbauchung eines Gewölbes. Der Sprach-Brockhaus kannte 1935 fünf Bedeutungen von Busen:
- weibliche Brust
- Inneres, Gesinnung: ein Gefühl im Busen hegen
- Ausbuchtung, besonders ins Ufer breit einschneidendes Wasser
- innere Brusttasche
- Überbau über Kamin oder Herd[15]

Der Duden nennt (im Onlinewörterbuch) als erste Bedeutung von „Busen“ die „weibliche Brust in ihrer plastischen Erscheinung, besonders im Hinblick auf ihren erotischen Reiz“. In allen Auflagen des gedruckten Rechtschreibdudens fehlt jedoch jede Erklärung.
In dichterischer Sprache stand „Busen“ schon früh für die menschliche Brust, bevor sich die Bedeutung zu den weiblichen Brüsten verlagerte.

### Titte
Der Begriff Titte wird im Deutschen seit dem 20. Jahrhundert in der Bedeutung „eine weibliche Brust“ verwendet. Die Frau hat einen Busen, aber zwei Titten. Das Wort wird dem Vulgärwortschatz zugeordnet. In diesem Zusammenhang existieren auch Kompositabildungen.
Im Mittelhochdeutschen war tute oder tutte die Brust oder auch die Brustwarze. Das Diminutiv dazu war tütelīn und bezeichnete die Brustwarze. Im Niederdeutschen entspricht titte wie englisch teat dem Wort Zitze in der Bedeutung „Brustwarze“. Das Deutsche Wörterbuch der Brüder Grimm bestätigt das Alter und Bedeutungen von Varianten wie tutte, tüttel und dütte, womit auch die männliche Brust gemeint sein konnte. Es handele sich um ein Lallwort; alle Formen sind wohl aus Lallausdrücken der Kindersprache hervorgegangen. Durch Lautverschiebung wurde daraus Zitze mit eingeengter Bedeutung. Zitze hatte mit Bezug auf Frauen laut Grimm etwa dieselbe Bedeutung und Konnotation wie heute Titte und wurde der Umgangssprache und Vulgärsprache zugerechnet: „[…] hat auf die Brust der Frau bezogen in neuerer Sprache häufig den Beiklang des verächtlichen, derben oder wenigstens unumwunden-natürlichen, auch mit dem Nebenbegriff des Hässlichen.“

### Sonstige
Es gibt weitere umgangssprachliche bis vulgäre Begriffe (zum Beispiel Gepäck, Milchgebirge, Birnchen, Möpse, Dinger, Hupen, Bälle, Melonen oder Zwillinge im Plural und Vorbau oder Balkon im Singular für beide Brüste), deren Verwendung stark von Region, Zeit und Milieu abhängt.
Oben ist eine alltagssprachliche Bezeichnung des (weiblichen) Oberkörpers, was den Brustbereich einschließt. So wird dieser Begriff als Umschreibung eingesetzt: Oben ohne bezeichnet das öffentliche Zeigen des nackten Oberkörpers. Im medizinischen Kontext ist „sich oben herum freimachen“ eine typische Wendung.
Der Begriff Dekolleté bezeichnet den Halsausschnitt bei Damenbekleidung. Er bezieht sich meist auf den Bereich des Busens, kann sich aber auch auf andere Körperteile beziehen.

## Anatomie

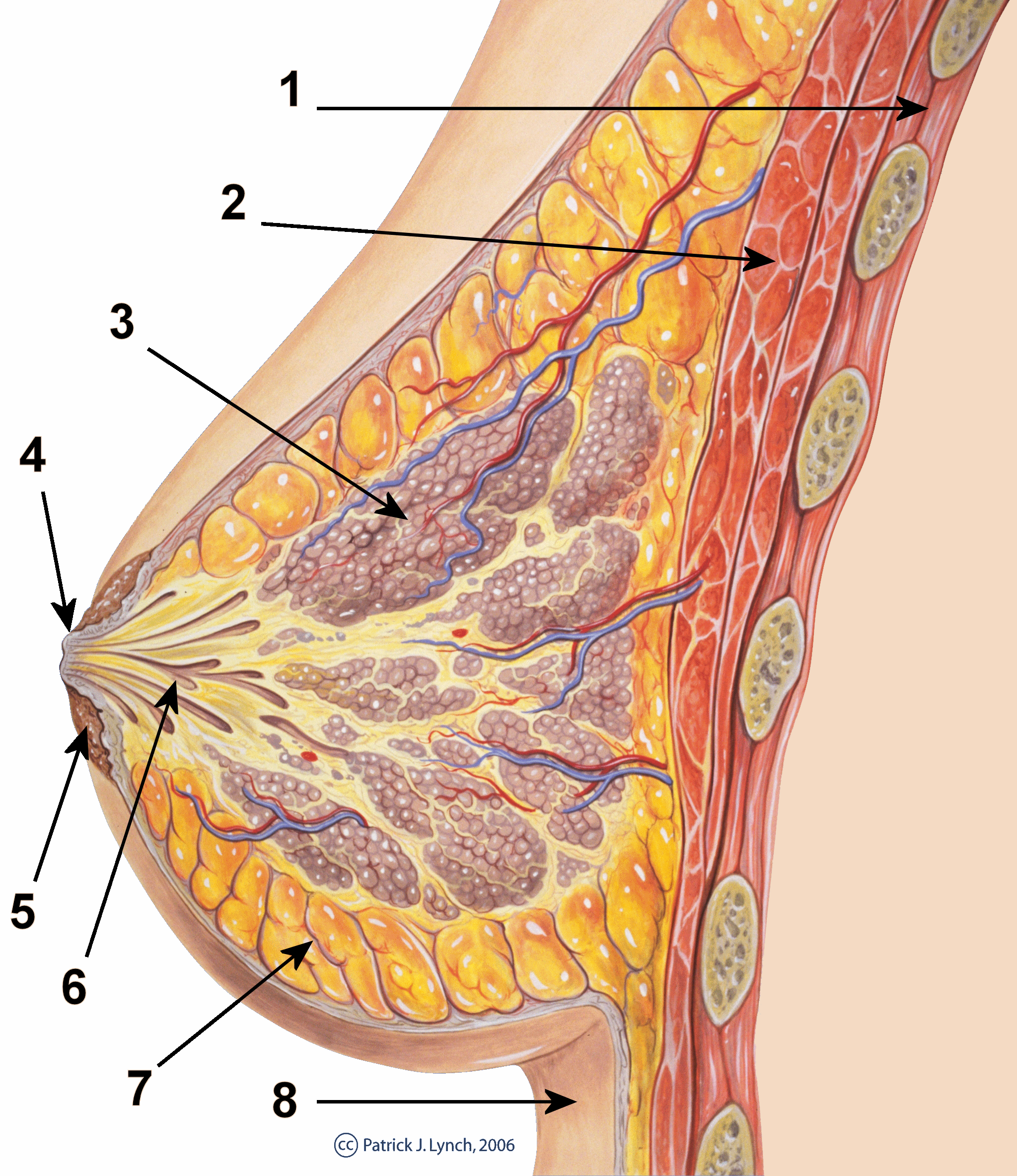
Schematischer Querschnitt durch die weibliche Brust: 1. Brustkorb 2. großer Brustmuskel 3. Brustdrüse 4. Brustwarze 5. Warzenhof 6. Milchgänge 7. Fettgewebe 8. Haut

### Entwicklungsstadien
Im embryonalen Entwicklungsstadium entsteht bei beiden Geschlechtern die Anlage zur Brustdrüse aus dem Ektoderm. Die Brustentwicklung findet durch hormonelle Umstellungen statt. Bei Mädchen erfolgt dies während der Pubertät – bei Jungen wird es in der normalen Entwicklung hormonell unterdrückt. Durch ein hormonelles Ungleichgewicht können sich auch beim Mann die vorhandenen Brustgewebsnester zu einer Brustdrüse ausbilden, was als Gynäkomastie bezeichnet wird. Während der Schwangerschaft und Laktation erfüllt die Brustdrüse ihre Funktion als Milch absondernde Drüse. Im Alter verändern sich die Form und die Größe der Brust durch eine Reduzierung des Fettgewebe- und Bindegewebeanteils.

### Lage und Form
Die Brust befindet sich unter der Haut auf dem großen Brustmuskel und dem kleinen Brustmuskel, sie erstreckt sich dort von der zweiten bis zur siebten Rippe.
Entgegen landläufiger Meinung wird das zunehmende Durchhängen der Brust (fachsprachlich Mastoptosis) nicht vom Stillen verursacht, sondern neben der Lockerung des Bindegewebes unter anderem von der Brustgröße vor der Schwangerschaft, vom Body-Mass-Index, vom Rauchverhalten und vom Medikamentenkonsum.

### Brustgröße
Weibliche Brüste haben die unterschiedlichsten Formen und Größen. Diese hängen von genetischen Faktoren und dem Anteil des Fett- und Bindegewebes ab. Hormonelle Schwankungen während des Menstruationszyklus oder Hormonveränderungen während der Schwangerschaft beeinflussen Form und Größe einer Brust ebenfalls.
Es gibt mehrere Arten, die Brust zu vermessen. Die Entwicklungsstadien während der Pubertät werden nach dem Tanner-Schema klassifiziert. Die Oberweite wird mit einem Maßband als maximaler horizontaler Umfang ermittelt. Für die Körbchengröße beim Büstenhalter gibt es zusätzliche Einteilungen, in Europa nach der Norm EN 13402. Das Brustvolumen (und damit auch ihre Masse) kann mit den verschiedenen bildgebenden Verfahren sowie zusätzlich mit der Methode der Wasserverdrängung oder mit Hilfe von Gipsabdrücken ermittelt werden.

### Aufbau der Brustdrüse

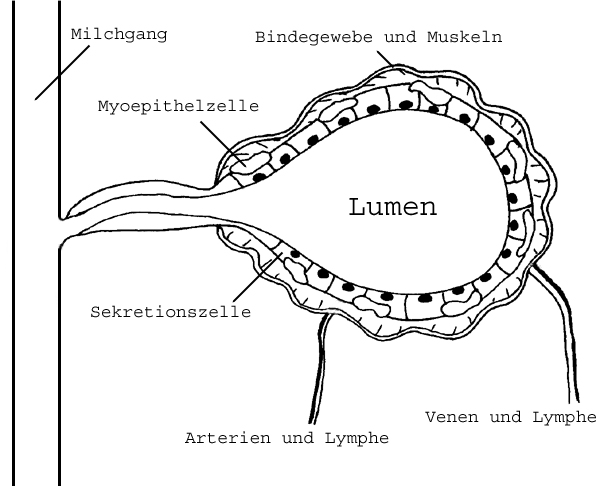
Aufbau eines Lobulus

Die Brustdrüse besteht aus einem bindegewebigen Drüsenkörper (Corpus mammae) und einem ihn umgebendes Fettgewebspolster. Der Drüsenkörper besteht aus 12 bis 20 Einzeldrüsen, die von einem Mantelbindegewebe umgeben sind.

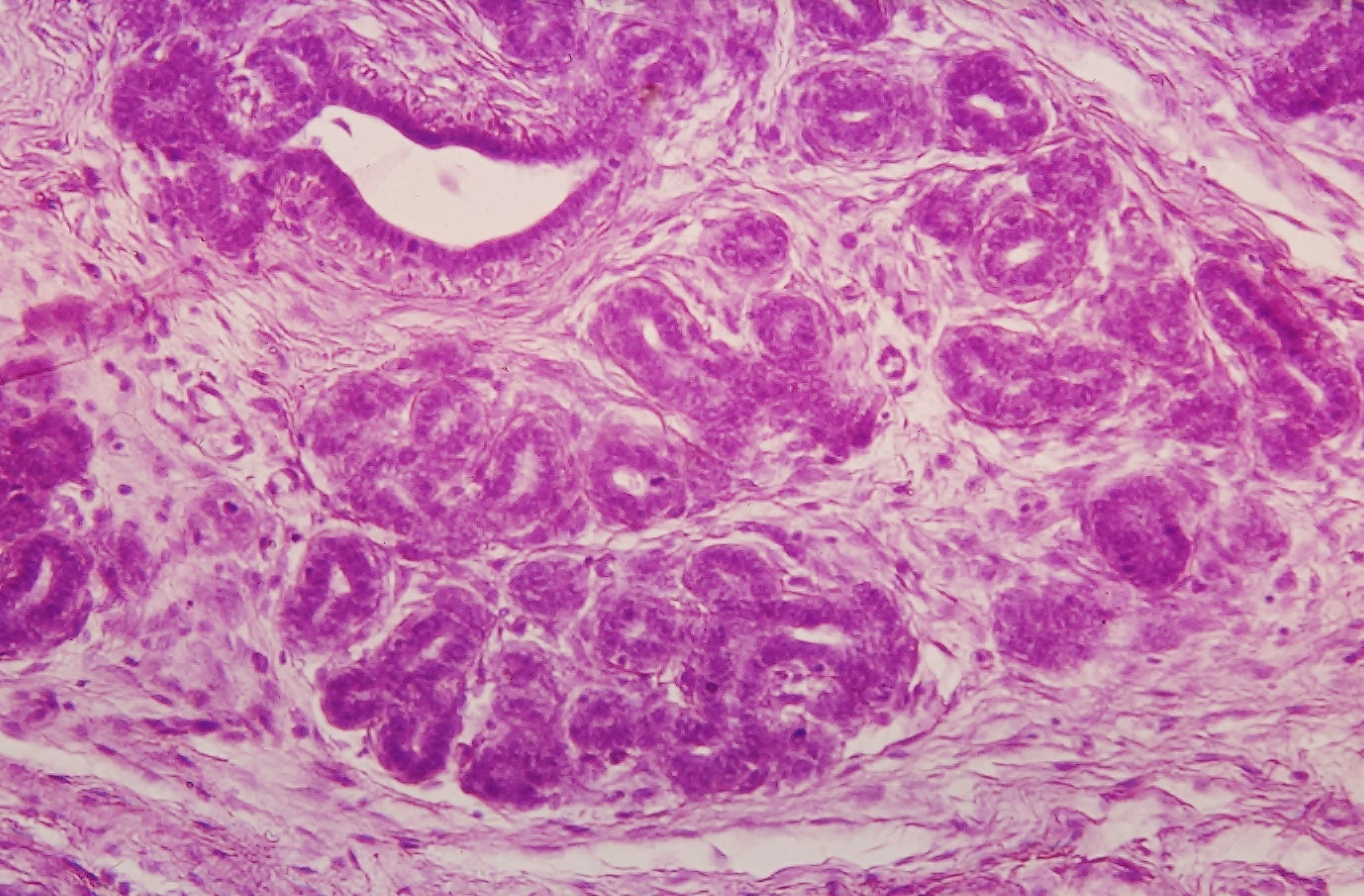
Lichtmikroskopisches Schnittbild der menschlichen proliferierenden Milchdrüse; oben im Bild ein kleiner Milchgang, von dem Drüsenepithel ins Bindegewebe sprosst

Der Feinbau der Brustdrüse ist abhängig vom Menstruationszyklus, von einer Schwangerschaft oder Stillperiode. Nur während dieser ist die Drüse voll ausgebildet. Das kleinste funktionelle System der Brustdrüse ist das Drüsenläppchen (Lobulus glandulae mammariae), das ein Hohlraumsystem ist. Ein Lobulus setzt sich hauptsächlich aus den Milchbildungszellen (Drüsenepithelen, auf der Abbildung „Sekretionzelle“), einem Lumen, in dem sich die Milch sammelt, und zu einem kleineren Anteil aus Myoepithelzellen, die die Milch aus dem Lobulus pressen, zusammen. Alle Zellen haben sich azinös (beerenartig) um das Lumen gruppiert.
Das Lumen hat einen Ausführungsgang, den Terminalduktus. Dieser mündet in einem kleinen Milchgang, den Ductus lactifer. Der gesamte Lobulus ist von einer dünnen Kollagen-Schicht umgeben.
Der zweitgrößte Komplex ist die Ansammlung mehrerer Lobuli zu einem traubenförmigen Lobus (Drüsenlappen), dem Lobus glandulae mammariae. Aus dem Lobus führt ein großer Milchgang, der Ductus lactifer colligens, der sich aus dem Gangsystem der kleinen Milchgänge gebildet hat. Jeder große Milchgang mündet in der Brustwarze. Kurz vor der Einmündung in die Brustwarze erweitert sich der große Milchgang zu einem Milchsäckchen, dem Sinus lactifer. Die Brustdrüse enthält insgesamt 10 bis 20 Lobi, die zusammen mit den großen Milchgängen fast sternförmig um die Brustwarze herum angeordnet sind.
Leicht unterscheidbar sind die erhabenen hellbraunen oder hellroten bis dunkelbraunen Brustwarzen, inmitten des flacheren gleichfarbigen Warzenhofes (lateinisch Areola), der sich wiederum in der Mitte der Brust befindet. Berührungen der Brustwarzen wirken oft stimulierend, erregen den Geschlechtstrieb oder führen insbesondere nach der Schwangerschaft zur Absonderung von Muttermilch. Diese tritt aus mehreren Öffnungen auf der Oberfläche der Brustwarze aus und kann herausgesaugt werden oder bei Druck auf die Brust auch in feinen Strahlen herausspritzen.
Der Lymphabfluss aus der Brustdrüse erfolgt über vier Wege:
1. teils unter Durchfluss durch die um die Brustdrüse gelegenen Lymphknoten (Nodi lymphoidei paramammarii) in die Achsellymphknoten und von dort über die infra- und supraklavikulären Lymphknoten zum Venenwinkel.
2. von den Nodi lymphoidei paramammarii direkt zu den infra- und supraklavikulären Lymphknoten.
3. über die Nodi lymphoidei interpectorales zu den infra- und supraklavikulären Lymphknoten.
4. Schließlich ziehen auch Lymphbahnen zu den Parasternallymphknoten im Brustkorbinneren.[35]

### Hormonabhängige Veränderung des Brustgewebes

#### Brüste während des Menstruationszyklus
Während des Menstruationszyklus kommt es zu Veränderungen im Brustgewebe, die teilweise nur getastet werden können, teilweise aber auch sichtbar sind. Das Gewebe der Brüste reagiert auf hormonelle Veränderungen. Vor allem die Sexualhormone Östrogen und Progesteron üben einen starken Einfluss auf das Brustgewebe aus.
In der ersten Phase des Zyklus, während der Periode, ist die Konzentration dieser Hormone im Blut sehr niedrig. Das Brustgewebe ist weich und flexibel, die Brüste sind kleiner. Vor allem in den ersten Tagen der Periode können kleine Knoten spürbar sein. Das sind angeschwollene Milchdrüsen, die sich auf eine Schwangerschaft vorbereitet haben. Während der Periode nimmt diese Schwellung schnell ab. Die Brust ist nun noch kleiner und weicher, das Innere gut ertastbar. Deshalb eignet sich die Zeit um den dritten Tag nach der Periode auch besonders für ein Selbstabtasten der Brust zur Brustkrebsvorsorge.
In der zweiten Phase des Zyklus, nach dem Eisprung, schwillt die Brust an. Die Konzentration der Hormone Östrogen und Progesteron steigen stark. Das führt zu Wassereinlagerungen in den Brüsten, das Gewebe um die Drüsenläppchen schwillt an. Während dieser Phase kann es zu starkem Spannungsgefühl, beidseitigen Schmerzen und Überempfindlichkeit kommen. Starkes „Rucken“, wie beim Treppensteigen oder Joggen können als schmerzhaft empfunden werden. Diese Schmerzen werden Mastodynie genannt und zählen zu den klassischen Symptomen des prämenstruellen Syndroms. Sie betreffen in leichter oder schwerer Form ungefähr jede zweite Frau.

#### Brüste während der Schwangerschaft
In Vorbereitung auf die Milchproduktion vergrößern sich die Milchdrüsen. Hier ist das Hormon Prolaktin hauptverantwortlich für das Anschwellen der Brüste. 

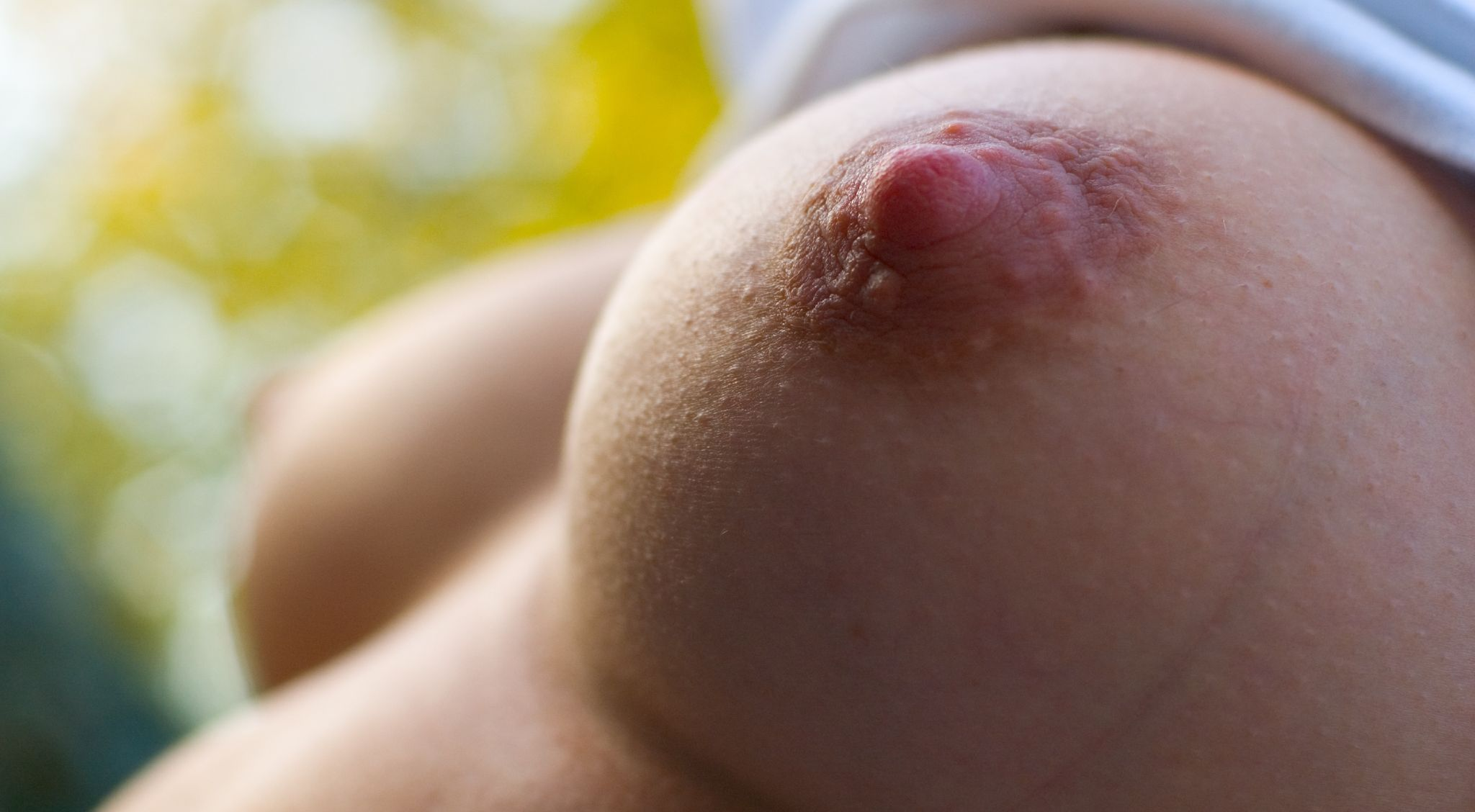
Brüste einer schwangeren Frau; typisch sind die vergrößerten Brustwarzen

Zwischen der fünften und achten Schwangerschaftswoche werden die Brüste größer und schwerer, auch das kann zu Spannungsgefühl und Brustschmerzen führen. Die Brüste wachsen während einer Schwangerschaft meist so sehr, dass große Brüste als Anzeichen für eine unentdeckte Schwangerschaft gewertet werden.

#### Brüste während der Wechseljahre
Während das Verhältnis von Fettgewebe zu Drüsen- und Bindegewebe im geschlechtsreifen Alter ungefähr eins zu zwei ist, nimmt mit zunehmendem Alter und während der Wechseljahre der Anteil des Drüsen- und Bindegewebes ab, und der Fettanteil nimmt zu. Schmerzen, die durch den Zyklus verursacht werden, treten nun nicht mehr auf, ein monatliches Spannungs- oder Völlegefühl verschwindet.

## Erkrankungen und Fehlbildungen der Brust
Krankhafte Veränderungen der Brüste kann man durch Abtasten (Palpieren), genaue Betrachtung der Haut, Ultraschalluntersuchung, Mammographie, Computertomographie, Magnetresonanztomographie, Thermografie und Gewebeprobenentnahmen feststellen.
Erkrankungen der Brust können angeboren oder erworben sein. Viele Veränderungen sind von Östrogenen und Gestagenen, zum Teil auch vom Prolaktin, abhängig. Insbesondere in der Thelarche, bei der Ovulation, während einer Schwangerschaft, im Wochenbett, während der Laktation sowie in der Postmenopause macht die weibliche Brust gravierende hormonelle Veränderungen durch. Entzündliche und (möglicherweise) bösartige Veränderung bedürfen immer der ärztlichen Behandlung. Brustschmerzen, Mastitiden, Warzenrhagaden und eine schwergehende Brust zählen zu den postpartalen Brustkomplikationen.
Eine Einteilung der häufigsten Brusterkrankungen ist in der folgenden Tabelle wiedergegeben:
- Anomalien
  - Amastie: Fehlen einer Brustdrüse, besonders nach Mastektomie oder Mammektomie (Ablatio mammae simplex)
  - Polymastie: zusätzliche Drüsenanlagen
  - Limb-Mammary-Syndrom: Fehlbildungen von Hand und Fuß zusammen mit Hypo- oder Aplasie der Brustdrüse und der Brustwarze.
  - Poland-Syndrom: Fehlen eines Brustmuskels und Fehlbildung der ipsilateralen Brustdrüse.
  - Gynäkomastie: Brustentwicklung beim Mann
- Form und Größe[47]
  - Makromastie: sehr große Brust
  - Mikromastie: kleine Brust (als Anlageanomalie)
  - Anisomastie: ungleiche Größe beider Brüste (harmlose Entwicklungsanomalie oder infolge einseitiger Tumorbildung)
  - Mastoptose: Hängebrust (Mamma pendulans, früher: Mamma pendula[48])
- Symptome
  - Mastodynie: schmerzhafte oder druckschmerzhafte Brust
  - Galaktorrhoe: Milchfluss (außerhalb der Stillperiode)
  - Mastitis: Entzündung der Brustdrüse (Mastadenitis)
    - Mastitis puerperalis: Entzündung in der Stillperiode (Mastitis lactantium)
    - Mastitis nonpuerperalis: Entzündung ohne Schwangerschaft und Stillvorgang

  - Mammaabszess: Abszess der Brust
  - Mastorrhagie (Blutung aus der Brustdrüse; Mastomenie: Monatsblutung aus den Brüsten;[49] Thelorrhagie: Brustwarzenblutung)
- Mamillenveränderungen
  - Athelie: Fehlen der Brustwarze
  - Schlupfwarzen: Mamilleninversion (Hohlwarzen)
  - Polythelie: zusätzliche Brustwarzen ohne Drüsenkörper unterhalb oder oberhalb der Brust
  - Nippel-Adenom: gutartige Wucherung in den Ausführungsgängen
  - Morbus Paget of the Nipple: Ekzemartige Krebsvorstufe der Brustwarze und des Warzenhofs. Kann in ein bösartiges Paget-Karzinom übergehen.
- benigne Veränderungen
  - Mastopathia neonatorum: Brustdrüsenschwellung bei Neugeborenen mit der Bildung von Hexenmilch[50][51][52]
  - Adenofibrom: häufigster gutartiger Knoten. Hat eine epitheliale und eine bindegewebige Komponente.
  - Zyste: bläschenförmige Erweiterung von Milchgängen
  - Fibrose: Wucherung des Bindegewebes
  - Mastopathie: sehr häufige Veränderung der Brustdrüse mit Zysten, unregelmäßigen Fibrosen und gutartigen Knoten[53]
- Therapiefolgen
  - Strahlenfibrose
  - Ölzyste: entsteht durch Fettgewebszerfall nach Operationen
- Veränderungen mit erhöhtem Krebsrisiko[54]
  - ADH, atypische duktale Hyperplasie
  - ALH, atypische lobuläre Hyperplasie
  - FEA, Flat Epithelial Atypia: ein bis mehrere atypische Zelllagen in den Lobuli, die einem DCIS geringer Atypie ähneln
  - CCL, Zylinderzellveränderung: häufig mit Mikrokalzifikationen vergesellschaftet, biologische Potenz unklar
  - LCIS, lobuläres Karzinom in situ, Krebsvorstufe unterschiedlicher Entartungspotenz, die aus den Drüsenläppchen stammt.
  - DCIS, duktales Karzinom in situ: Krebsvorstufe unterschiedlicher Entartungspotenz, die aus den Milchgängen entsteht.
  - radiäre Narbe: sieht in der Mammographie einem Karzinom ähnlich, ist in der Regel gutartig, Entartungsrisiko unklar
  - intraduktales Papillom: erzeugt häufig eine Sekretion aus der Brustwarze, serös oder blutig. Bösartige Varianten sind möglich.
- bösartige Erkrankungen der Brust[55]
  - Mammakarzinome stammen alle vom Epithel der Milchgänge und der Läppchen ab. Es gibt viele verschiedene Typen, zum Beispiel:
    - nst = no special type, keine besondere Differenzierung
    - invasives duktales Karzinom: Milchgangskarzinom, am häufigsten
    - invasives lobuläres Karzinom: Karzinom der Drüsenläppchen, am zweithäufigsten
    - inflammatorisches Mammakarzinom: sehr bösartige Variante, die einer Entzündung gleicht

  - Phylloides-Tumor: semimaligner Tumor mit blattartiger Struktur, der in ein Sarkom übergehen kann
  - Sarkome der Brust
  - Lymphome der Brust

In der Senologie werden Veränderungen des Brustdrüsengewebes nach der R-Klassifikation von B1 (normal) bis B5 (bösartig) eingeteilt.
Die Vergrößerung der Brustdrüse des Mannes heißt Gynäkomastie.

## Ästhetik

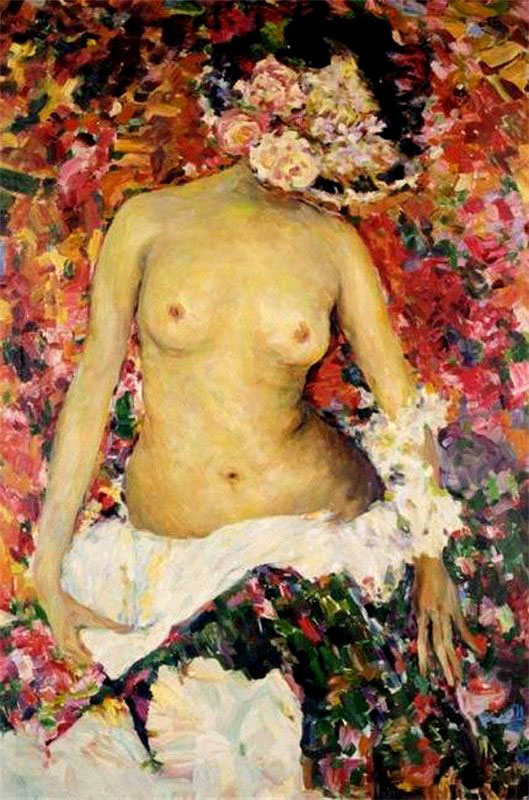
Modell mit Hut (Gemälde von Filipp Andrejewitsch Maljawin, 20. Jhdt.)

Die Brust und ihr Anblick stellen für mögliche Sexualpartner einen Reiz dar. Dabei unterscheiden sich die Vorlieben für verschiedene Brustgrößen und -formen sowohl bei den Frauen selbst als auch bei Männern stark und haben sich auch durch die Zeit und Modeepochen hinweg sehr gewandelt, zumal die weibliche Brust wie alle übrigen Körperformen und biologischen Merkmale einer großen Variabilität unterliegen (phänotypische Variation). 
Wissenschaftler haben versucht, die attraktivste aller Brüste zu ermitteln. Da nur ein winziger Anteil aller Frauen über eine solche Brust verfügt, bieten alle anderen Formen eine Möglichkeit für Bodyshaming: Brüste können subjektiv zu klein, zu groß, zu schlaff oder zu seltsam abstehend sein. Sehr wenige Mädchen sind mit ihren Brüsten zufrieden. Dabei gibt es bestimmte Zweige der Industrie, etwa die Verkäufer von Push-Up-BHs, Anbieter von Schönheitsoperationen oder Diätratgeber. Bodyshaming gegenüber „ungenügenden“ Brüsten geht daher auch stark von Werbung aus.
Ein weiteres Phänomen ist das „Werbungmachen mit Brüsten“, das heißt das gezielte Einbauen von Brüsten in eine Werbung, die ein Produkt bewirbt, das an sich mit Brüsten nichts zu tun hat. Der ästhetische Reiz von Brüsten soll als Blickfang genutzt werden, um die Werbung auffälliger zu machen. Diese Methode wird vor allem gezielt in solcher Werbung angewendet, die Männer ansprechen soll. Berühmte Beispiele sind halbnackte Frauen auf Autos und Frauen mit großen Brüsten, die Bier servieren.
Die Brust ist ein beliebtes Motiv in erotischen Darstellungen.
Zunehmend häufiger werden plastische Operationen durchgeführt: Möglich sind sowohl Brustvergrößerungen durch Implantate als auch Brustverkleinerungen durch Entfernung von Fett-, Drüsen- oder Bindegewebe.
Beim Brustwarzenpiercing wird die Brustwarze durchstochen, um Schmuck daran anzubringen.

## Brust als erogene Zone
Bei Erregung stellen sich die Brustwarzen auf, und auch der Bereich um die Brustwarze, der sogenannte Hof, schwillt an. Diese Erektion der Brustwarzen wird nicht (wie bei den Genitalien) durch Schwellkörper verursacht, sondern durch eine Kontraktion der glatten Muskulatur, die vom vegetativen Nervensystem gesteuert wird. Sie hat mehr Ähnlichkeit mit der Aufrichtung von Haarfollikeln; sie wird durch denselben Reflex des Haarbalgmuskels hervorgerufen, der auch Gänsehaut verursacht. Wie ein Penis und eine Klitoris kann eine erigierte Brustwarze intensive Emotionen hervorrufen. So ist bei manchen Frauen ein Orgasmus durch die Stimulierung der Brustwarzen möglich.

## Evolution
Die Zoologen Avishag und Amotz Zahavi entwickelten die Handicap-Theorie, die besagt, dass durch die unnützen Körperteile (oder Verhaltensweisen) möglichen Fortpflanzungspartnern demonstriert wird, wie gesund und robust der eigene Organismus ist, da er die zusätzliche Last zu tragen vermag. Ein typisches Merkmal solch sexuell selektierter Merkmale ist eine erhebliche Variation in der Bevölkerung. Da die menschlichen Brüste durch die Einlagerung höchst unterschiedlicher Mengen Fettgewebes bei verschiedenen Frauen deutlich unterschiedliche Größen haben können, könnte eine Evolution der Brüste als Fitness-Signal für Partner möglich sein. Der hohe Gehalt an unter nicht-industriellen Bedingungen sehr energieaufwändigem Fettgewebe und die Belastung der Wirbelsäule durch große Brüste unterstützt diese Theorie zur Entwicklung dieses Körperteils.
Eine andere Theorie wurde von der Londoner Anthropologin Gillian Bentley aufgestellt. Sie führt das Vorspringen der Brust nicht auf sexuelle Attraktion, sondern auf den Prozess des Stillens zurück. Babys, die nicht an einer etwas vorspringenden Brust gestillt würden, seien einer hohen Erstickungsgefahr ausgesetzt.

## Dokumentarfilm
- Busenwunder – Geheimnisse eines herausragenden Körperteils. Dokumentarfilm. 2014.
- Die Brust in der Kunst. Regie: Grit Lederer, Saarländischer Rundfunk, Deutschland, 53 Minuten, 2023.